# 에테오클레스

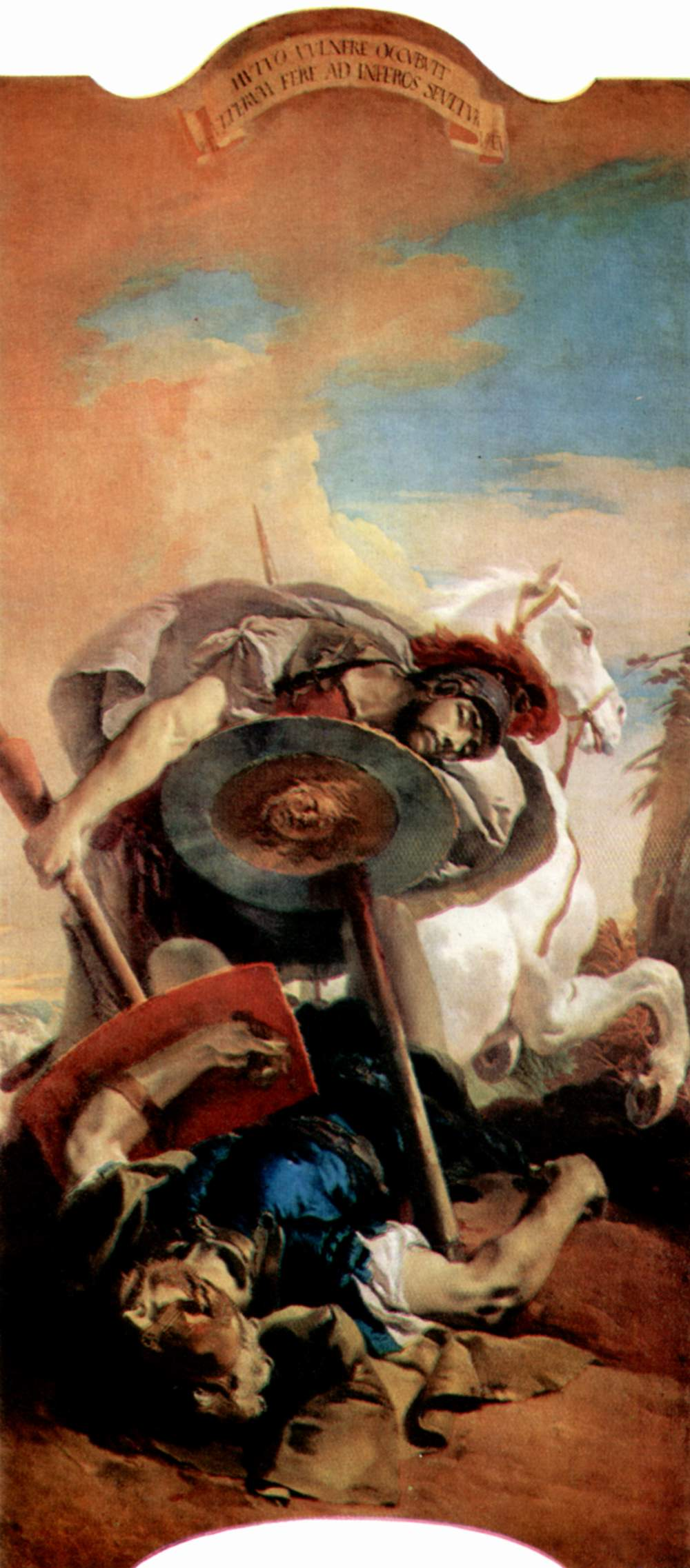
에테오클레스와 폴리네이케스, 지오반니 바키스타 티에폴로 작품

에테오클레스(그리스어: Ἐτεοκλῆς)는 그리스 신화에서 테베의 왕으로 오이디푸스와 이오카스테 또는 에우리가네이아의 아들이었다. 이전의 이름은 에테워클레웨스(그리스어: Ἐτεϝοκλέϝες, Etewoklewes)로 의미는 진실로 영광스럽다는 뜻이다. 타와갈라와스는 이름의 히타이트어 전사로 생각된다. 오이디푸스는 아버지를 죽이고 어머니와 결혼하여 테베에서 추방되었다. 지배권은 그의 아들 에테오클레스와 폴리네이케스에게로 넘어갔다. 그러나 그들의 아버지의 저주때문에 두 형제는 지배권을 평화롭게 공유하지 못하였다. 에테오클레스는 그의 삼촌 크레온에 의해 계승되었다.

## 같이 보기
- 폴리네이케스

## 참고 문헌
- 간츠, 티모씨. Early Greek Myth. Baltimore: Johns Hopkins University Press, 1993.

| 전임 크레온 | 테베의 왕 | 후임 크레온 |